# لارنس تیلور
لارنس تیلور (انگلیسی: Lawrence Taylor؛ زادهٔ ۴ فوریهٔ ۱۹۵۹) یک بازیکن سابق فوتبال آمریکایی و هنرپیشه اهل ایالات متحده آمریکا است. 
از فیلم‌ها یا برنامه‌های تلویزیونی که وی در آن نقش داشته است می‌توان به هر یکشنبه کذایی، در جهنم اشاره کرد.